# Котланді
Ко́тланді (ест. Kotlandi küla) — село в Естонії, у волості Ляене-Сааре повіту Сааремаа.

## Населення
Чисельність населення на 31 грудня 2011 року становила 63 особи.

## Географія
Через село проходить дорога Котланді — Кокі, що виходить до автошляху 102 (Мустьяла — Кігелконна — Тегумарді).

## Історія
Історично Котланді належало до приходу Кігелконна (Kihelkonna kihelkond).
До 12 грудня 2014 року село входило до складу волості Люманда.

## Пам'ятки природи
На північний захід від села розташовується заказник Котланді (Kotlandi hoiuala), площа — 74,6 га.